# Leire Pinedo
Leire Pinedo Bustamante (Sopelana, 1976) es una economista y política vasca. Es diputada del Parlamento Vasco por la coalición EH Bildu desde 2011.
También es concejala del Ayuntamiento de Sopelana desde 2007. Además es la Secretaria de fiscalidad y finanzas de la coalición EH Bildu.

## Biografía
Nació en Sopelana en 1976. Se licenció en Ciencias Económicas por la Universidad del País Vasco. Trabajó como gestora financiera en una entidad financiera.

## Trayectoria política
Desde joven estuvo afiliada a Gazte Abertzaleak, las juventudes de Eusko Alkartasuna. Fue cabeza de lista de Eusko Alkartasuna para las elecciones municipales de Sopelana de 2006, donde fue concejala.
Fue coordinadora de Gazte Abertzaleak para Uribe-Kosta desde el año 2004. 
Es miembro de Eusko Alkartasuna y desde el año 2011 en adelante es parlamentaria del Parlamento Vasco por Vizcaya en la coalición de izquierdas Euskal Herria Bildu.
Actualmente es la directora de la Secretaría de Fiscalidad y Finanzas de la coalición EH Bildu.

## Vida personal
Vive en Sopelana. Está casada con el directivo deportivo y político Ibon Cabo, presidente del Comité Vasco de Fútbol Sala de la Federación Vasca de Fútbol.
Es sobrina política del artista plástico Iñigo Cabo, sobrina de la sindicalista vasca Loreto Cabo, portavoz del sindicato LAB, y prima del historiador Borja Cabo.